# Revista Baiana de Saúde Pública
A Revista Baiana de Saúde Pública é um periódico científico editado pela Secretaria de Saúde do Estado da Bahia (SESAB), que publica artigos científicos no campo da saúde pública. Publicada desde seu lançamento em 1974, esta revista está indexada em várias bases como o Latindex.

## História
Em 1974, a Secretaria Estadual de Saúde da Bahia editou a Portaria nº 210 em que fundou a Revista Baiana de Saúde Pública (RBSP). Na época, a RBSP se tornou um dos primeiros periódicos científicos do Nordeste especializados em saúde pública que surgiu originalmente como publicação institucional vinculada à biblioteca da SESAB. 
O primeiro editor da revista foi o médico Gabriel Cedraz Nery que exerceu a função de 1974 a 1988, quando foi substituído em 1989 por Tripoli Francisco Britto Gaudenzi, que exerceu a chefia da editoria até 1995.
A partir de 2003, ela passou por uma reformulação editorial para superar a inconstância das décadas iniciais da revista. Neste sentido, ela passou a assumir uma formatação acadêmica e com periodicidade contínua, além de adotar padrões acadêmicos como a normalização no estilo Vancouver e a indexação em repositórios científicos, como o Latindex, além de contar com pesquisadores de instituições científicas como a Fundação Oswaldo Cruz, a Universidade Federal da Bahia, da Universidade Estadual do Rio de Janeiro e a Universidade Católica do Salvador no seu Conselho Editorial.

## Impacto acadêmico
A RBSP publicou artigos científicos de importantes pesquisadores do campo da saúde pública ou saúde coletiva, tais como Jairnilson Paim, Naomar de Almeida Filho, Vera Formigli, Germano Tabacof, Luiz Umberto Ferraz Pinheiro, Marli Teresinha Gimeniz Galvão, Antônio Augusto Schäfer e Ronaldo R. Jacobina. 
De acordo com a Plataforma Sucupira, ela está inserida no Qualis Periódicos no extrato B2. 